# Edward Rużyłło

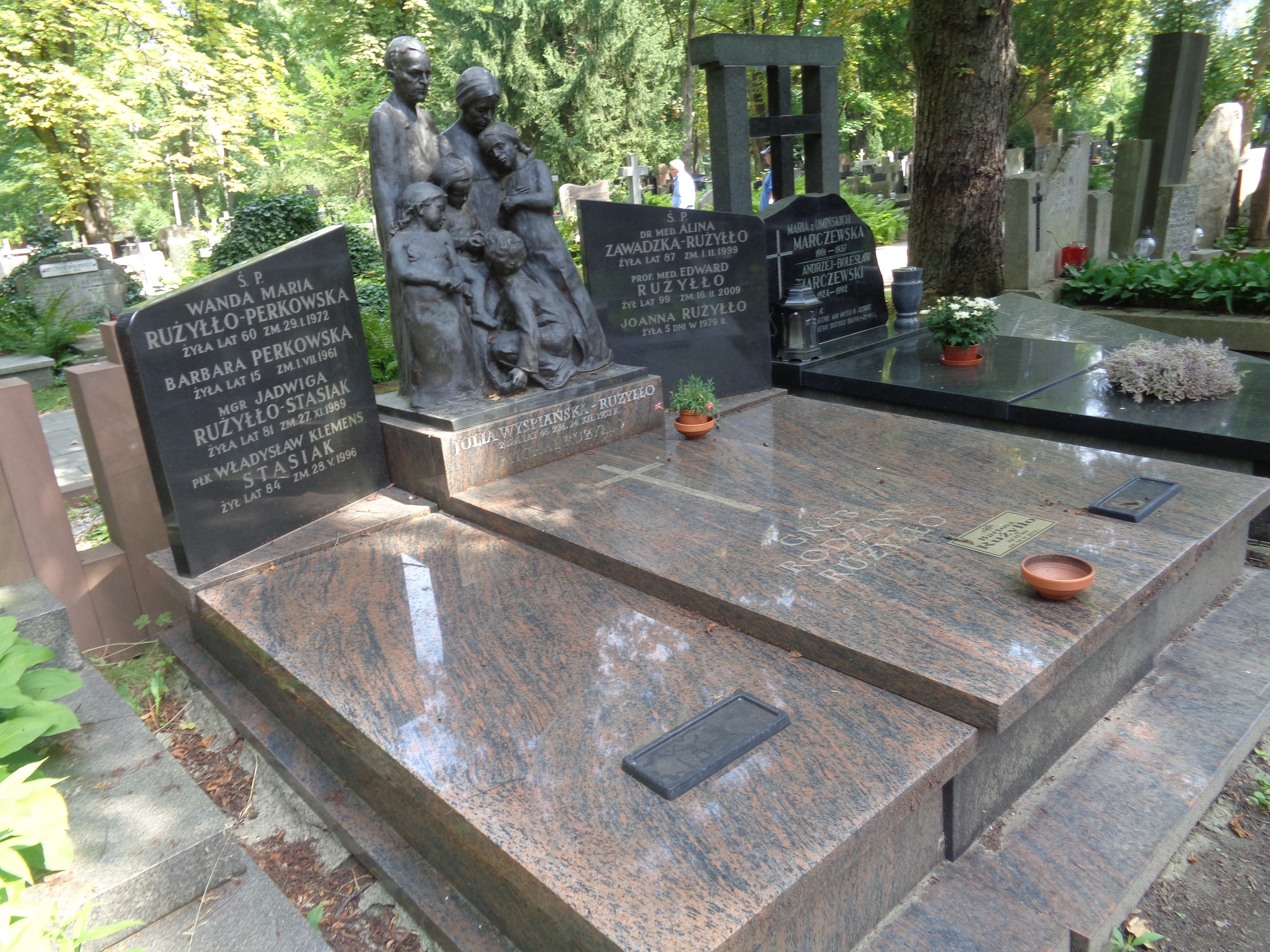
Grób Edwarda Rużyłło na cmentarzu Wojskowym na Powązkach w Warszawie

Edward Emil Rużyłło (ur. 13 października 1909 w Kościaszynie, zm. 16 lutego 2009 w Warszawie) – polski lekarz internista i gastrolog, nauczyciel akademicki, profesor nauk medycznych, współtwórca systemu kształcenia podyplomowego lekarzy w Polsce.

## Życiorys
W 1929 został przyjęty do Szkoły Podchorążych Sanitarnych w Warszawie. Naukę w szkole podchorążych łączył ze studiami na Wydziale Lekarskim Uniwersytetu Warszawskiego. W okresie studiów brał czynny udział w tworzeniu i działalności Koła Medyków, skupiającej się przede wszystkim na akcji samopomocowej. 25 maja 1935 Prezydent RP mianował go na stopień podporucznika ze starszeństwem z 1 kwietnia 1935 i 2. lokatą w korpusie oficerów sanitarnych, a minister spraw wojskowych wcielił do Centrum Wyszkolenia Sanitarnego na staż szpitalny. Na stopień porucznika został mianowany ze starszeństwem z 19 marca 1938 i 6. lokatą w korpusie oficerów zdrowia, grupa lekarzy. W marcu 1939 był słuchaczem Akademii Wychowania Fizycznego Józefa Piłsudskiego w Warszawie.
W kampanii wrześniowej 1939 walczył, jako dowódca plutonu 13 kompanii sanitarnej 24 Dywizji Piechoty. Następnie z Węgier przedostał się do Francji i w końcu do Szkocji, gdzie dołączył do Polskich Siłach Zbrojnych i pracował m.in. w Polskim Wydziale Lekarskim Uniwersytetu w Edynburgu. Służył w 1 Samodzielnej Brygadzie Spadochronowej oraz w 1 Dywizji Pancernej.
Po wojnie wrócił do Polski. W 1946 podjął pracę w I Klinice, a następnie II Klinice Chorób Wewnętrznych w Szpitalu Dzieciątka Jezus w Warszawie. W 1951 uzyskał stopień doktora nauk medycznych i w 1954 stopień docenta. W 1963 otrzymał tytuł profesora nadzwyczajnego, a w 1980 tytuł profesora zwyczajnego. W 2000 otrzymał tytuł doktora honoris causa Albert Schweitzer World Academy of Medicine.
Od 1958 do emerytury w 1980, związany ze Studium Doskonalenia Lekarzy Akademii Medycznej w Warszawie, które w 1971 zostało przekształcone w Centrum Medyczne Kształcenia Podyplomowego. W okresie od 1962 do 1974 pełnił funkcję dyrektora tej placówki, kładąc wielkie zasługi na polu tworzenia nowoczesnego systemu kształcenia podyplomowego lekarzy w Polsce. W latach 1958–1970 kierownik II Kliniki Chorób Wewnętrznych, następnie w latach 1970–1980 kierownik Kliniki Gastroenterologii i Przemiany Materii Centrum Medycznego Kształcenia Podyplomowego.
W latach 1955–1963 pełnił funkcję konsultanta krajowego w zakresie chorób wewnętrznych. Ekspert Światowej Organizacji Zdrowia w zakresie szkolenia podyplomowego lekarzy. W okresie od 1980 do 1983 był doradcą Ministra Zdrowia Kuwejtu odpowiedzialnym za zorganizowanie systemu kształcenia podyplomowego lekarzy w tym kraju.
Członek wielu polskich towarzystw naukowych, w tym m.in. Towarzystwa Naukowego Warszawskiego, Polskiego Towarzystwa Reumatologicznego, Polskiego Towarzystwa Endokrynologicznego, Towarzystwa Internistów Polskich, a także członek honorowy Polskiego Towarzystwa Lekarskiego. Ponadto członek m.in. Rady Naukowej przy Ministrze Zdrowia i Opieki Społecznej oraz Senatu Akademii Medycznej w Warszawie. Członek wielu zagranicznych i międzynarodowych towarzystw naukowych.
Autor lub współautor ponad 230 prac oryginalnych. Autor podręcznika pt Choroby naczyń obwodowych. Promotor 24 prac doktorskich.
Pochowany w Warszawie na cmentarzu Wojskowym na Powązkach (kwatera A19-2-11/12).
Był żonaty z Aliną Zawadzką (1912–1999), lekarką, z którą miał dwóch synów: Witolda (ur. 1939) i Jerzego (ur. 1947).

## Ordery i odznaczenia
- Krzyż Komandorski Orderu Odrodzenia Polski z Gwiazdą (1999)
- Krzyż Komandorski Orderu Odrodzenia Polski (1990)
- Krzyż Oficerski Orderu Odrodzenia Polski (1974)
- Krzyż Kawalerski Orderu Odrodzenia Polski (1964)
- Złoty Krzyż Zasługi (1955)
- Srebrny Krzyż Zasługi (1952)
- Brązowy Krzyż Zasługi (1938)
- Krzyż Czynu Bojowego Polskich Sił Zbrojnych na Zachodzie (1991)
- Srebrny Medal „Za Zasługi dla Obronności Kraju” (1969)
- Brązowy Medal „Za Zasługi dla Obronności Kraju” (1957)
- Medal Za udział w wojnie obronnej 1939 (1983)
- Medal Komisji Edukacji Narodowej (1977)
- Medal Obrony 1939-1945 (1980)
- Medal Wojny 1939-1945 (1980)
- Gwiazda Francji i Niemiec (1980)
- Zasłużony Nauczyciel PRL (1978)
- Zasłużony Lekarz PRL (1986)
- Złota odznaka honorowa „Za Zasługi dla Warszawy” (1978)
- Odznaka „Za wzorową pracę w służbie zdrowia” (1960)